# Psittacara
Psittacara Vigors, 1825 è un genere di uccelli della famiglia degli Psittacidi.

## Tassonomia
Il genere comprende 11 specie che sino a poco tempo fa venivano classificate nel genere Aratinga, dal quale sono state segregate in base alle risultanze di studi genetici.
Comprende le seguenti specie:
- Psittacara holochlorus (P.L.Sclater, 1859) - parrocchetto verde
- Psittacara brevipes (Lawrence, 1871) - parrocchetto di Socorro
- Psittacara rubritorquis (P.L.Sclater, 1887) - parrocchetto golarossa
- Psittacara strenuus (Ridgway, 1915) - conuro del Pacifico
- Psittacara wagleri (G.R.Gray, 1845) - parrocchetto frontescarlatta
- Psittacara mitratus (Tschudi, 1844) - parrocchetto mitrato
- Psittacara erythrogenys (Lesson, 1844) - parrocchetto mascherato
- Psittacara finschi (Salvin, 1871) - parrocchetto frontecremisi
- Psittacara leucophthalmus (Müller, 1776) - parrocchetto occhibianchi
- Psittacara euops (Wagler, 1832) - parrocchetto di Cuba
- Psittacara chloropterus (Souancé, 1856) - parrocchetto di Hispaniola